# Ондавка (Бардјејов)
Ондавка (слч. Ondavka) насељено је мјесто са административним статусом сеоске општине (слч. obec) у округу Бардјејов, у Прешовском крају, Словачка Република.

## Становништво
| Година:    | 1994. | 2004.    | 2014.    | 2024.    |
| ---------- | ----- | -------- | -------- | -------- |
| Број људи: | 42    | 33       | 18       | 10       |
| Разлика:   |       | -21,42 % | -45,45 % | -44,44 % |

| Година:    | 2023. | 2024.   |
| ---------- | ----- | ------- |
| Број људи: | 11    | 10      |
| Разлика:   |       | -9,09 % |

Према подацима о броју становника из 2024. године насеље је имало 10 становника.